# Stainville
Stainville település Franciaországban, Meuse megyében. Lakosainak száma 375 fő (2022. január 1.). Stainville Aulnois-en-Perthois, Juvigny-en-Perthois, Lavincourt, Ménil-sur-Saulx, Montplonne, Nant-le-Grand, Nant-le-Petit és Savonnières-en-Perthois községekkel határos.

## Népesség
A település népessége az elmúlt években az alábbi módon változott:
| Lakosok száma | 393  | 402  | 380  | 407  | 425  | 433  | 418  | 385  | 382  | 375  |
|               | 1968 | 1982 | 1990 | 2006 | 2013 | 2015 | 2017 | 2019 | 2020 | 2022 |